# Balarāma

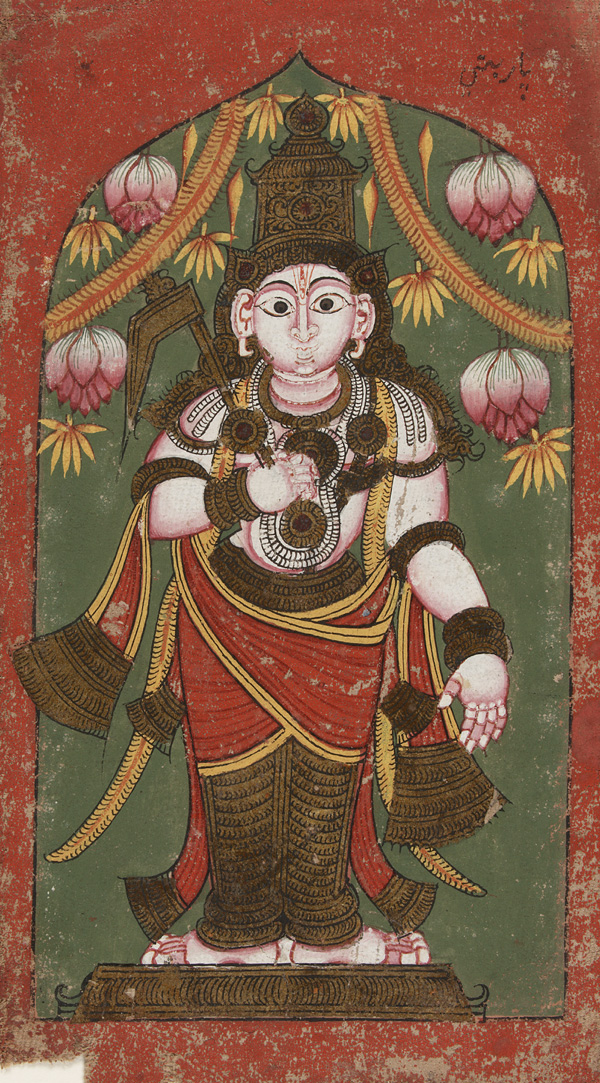
Balarāma in un affresco del XVII secolo. Con la sua mano destra regge l'aratro (hala) arma e suo attributo il quale, forse, ne indica l'originario culto agricolo

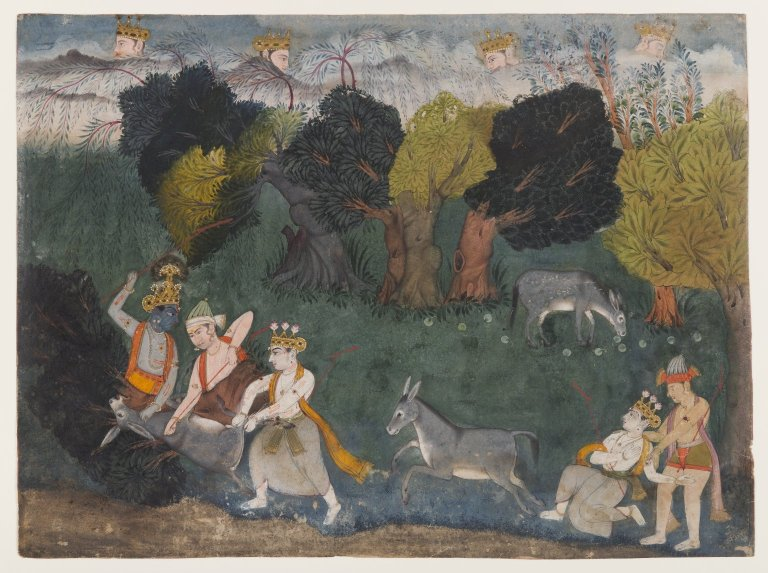
Kṛṣṇa e Balarāma lottano contro il demone Dhenuka, questo nella forma di un "asino" selvatico (XVIII secolo)

Balarāma (devanāgarī: बलराम; anche indicato con i nomi di Baladeva, Balabhadra, Saṃkarṣaṇa e Halāyudha) è, nell'induismo, il fratello di Kṛṣṇa e un avatāra di Visnù.

## Fonti
Le caratteristiche e le vicende inerenti all'avatāra Balarāma sono narrate in particolar modo nel Mahābhārata (I, 18), nei Kūrma Purāṇa (I, 24), nei Viṣṇu Purāṇa (V), nei Bhāgavata Purāṇa (X e XI) e negli Agni Purāṇa (XII).

## Mito
Nel Viṣṇu Purāṇa (V, 1, 59-63) viene spiegato che Viṣṇu, la Persona suprema, il Bhagavat, si strappò due peli dal corpo, uno nero e uno bianco: da questi due peli nacquero Kṛṣṇa e Balarāma.
Nel Viṣṇu-parvan dello Harivaṃśa, ambientato a Mathurā città situata lungo le rive del fiume Yamunā, viene narrata la nascita del dio Kṛṣṇa, pūrṇāvatāra di Viṣṇu, e del divino fratello Balarāma, anch'esso  avatāra  del dio. Lo scopo di questa nascite è quello di distruggere il demone Kaṃsa, l'usurpatore del trono dei vṛṣni. I genitori dei fratelli Kṛṣṇa e Balarāma sono Vasudeva e Devakī.
Ma Kaṃsa è a conoscenza della profezia del veggente Nārada che ha previsto la sua morte per mano di uno dei figli di Devakī. Questa la ragione per cui Kaṃsa ordina l'assassinio di ogni figlio di Devakī. Ma il settimo, Balarāma, viene miracolosamente trasferito nel grembo della seconda moglie di Vasudeva, Rohiṇī; mentre l'ottavo, Kṛṣṇa, viene scambiato con il figlio di una coppia di pastori, Nanda e Yaśodā, del villaggio di Gokula, questo situato sulla sponda opposta del fiume Yamunā. Kṛṣṇa ucciderà, poi, e con l'aiuto del fratello Balarāma, il demone Kaṃsa.
I due fratelli divini crescono insieme e insieme compiono numerose gesta eroiche. Tra queste l'uccisione del demone Dhenuka (Bhāgavata Purāṇa, X, 15), che aveva le forme di un asino selvatico, scaraventato da Balarāma contro un albero.
Quando era piccolo, un asura cercò di rapirlo conducendolo sulle proprie spalle, ma Balarāma gli spaccò il cranio a forza di pugni (Bhāgavata Purāṇa, X, 43-44).
Quando il figlio di Kṛṣṇa, Sāmba, venne catturato dai Kaurava e condotto a Hastināpura, Balarāma corse in suo soccorso e, divellendo le mura della città con la sua arma-aratro, liberò il prigioniero (Bhāgavata Purāṇa, X, 67).
Non si schierò nella guerra tra i cugini Kaurava e Pāṇḍava , descritta nel Mahābhārata, nonostante i suoi favori fossero per questi ultimi (Mahābhārata, V, 7, 31). Kṛṣṇa, infatti, faticò non poco per evitare che prendesse parte alla terribile battaglia di Kurukṣetra (Mahābhārata, IX, 61, 3-12).
NelViṣṇu Purāṇa (V, 25) viene descritta la sua passione per il madhu, un liquore ottenuto dal miele simile all'idromele.
Accadde che quando si ritrovò ubriaco della bevanda, ordinò al fiume Yamunā di raggiungerlo per potersi bagnare. Il fiume rifiutò di obbedirgli, allora Balarāma lancio la sua arma-aratro e lo trascino a sé fino a quando il fiume, assunte delle sembianza umane, non gli implorò il perdono (Viṣṇu Purāṇa, V, 25).
Balarāma si sposò con Revatī, figlia del re Raivata, da cui ebbe due figli: Niśaṭha e Ulmuka (Kūrma Purāṇa, I, 25, 79).
Balarāma lasciò questo mondo mentre era assorto in uno stato meditativo sotto un albero baniano (Bhāgavata Purāṇa, XI, 30).
Essendo la manifestazione del serpente Śeṣa (lett. il "resto", ovvero ciò che resta della distruzione, e quindi garanzia di un prossimo rinnovamento), ovvero del giaciglio di Viṣṇu-Nārāyaṇa dopo la dissoluzione del cosmo, dopo la sua morte si vide tale serpente uscire dalla sua bocca (Viṣṇu Purāṇa, V, 37).